# アルダカーン (ヤズド州)
アルダカーン（ペルシア語: اردكان、Ardakān、Artagan）とは、イランの都市で、ヤズド州アルダカーン郡の郡中心市に定められている。2012年時点の人口は55,386人。
ヤズドから60km離れた場所に位置し、ヤズド州で二番目に大きい都市である。年間を通して湿度は低い。
アルダカーンという語はペルシア語で「神聖な場所」「清潔な場所」を意味し（現代ペルシア語でarda+kan/中世ペルシア語でarta+gan）、多くの歴史的宗教施設が建立されている。

## 歴史
アルダカーンの歴史は12世紀にさかのぼる。
クラウディオス・プトレマイオスの『ゲオグラフィア』には、「アルダカーン」というカルマニアの砂漠の町としてアルダカーンが記されているが、町で遺跡は発見されておらず、初期のイスラーム史にもアルダカーンの町は現れない。イルハン朝の時代から、史書でアルダカーンの名前が見られるようになる。
1933年に町を囲む城壁の一部が取り除かれ、近代的な高速道路が建設される。1959年に旧市街を通る大通りが建設されたが、その際にバザールの一部が解体された。

## 地区
- Zeyn Aldin
- Koshkeno, Bazarno
- Janat abad

## 経済
アルダカーンでは伝統的にカナートの恩恵を受けた農業が営まれ、19世紀から20世紀にかけて隊商の拠点として発展した。
現代の主要産業は鉄鋼業であり、市の近郊にはチャドルマルー鉄鉱、サーガードのウラン鉱などが存在する。灌漑農業も営まれ、穀物、綿、ピスタチオ、ザクロが特産品として知られている。

## 文化
この地域はイランのゾロアスター教の中心地の一つであり、アルダカーン近郊のシャリーフアーバードにはゾロアスター教徒の聖地が集中している。毎年7月には世界中のゾロアスター教徒が参拝し、祭典が開かれる。

## 出身者
- モハンマド・ハータミー - 元イラン大統領